# Epiplatys annulatus
Il Killi Pagliaccio (Epiplatys annulatus) o panchax fasciato è una specie di pesce della famiglia Nothobranchiidae, un rivolo africano, originario degli habitat di acqua dolce in Guinea, Liberia e Sierra Leone nell'Africa occidentale.
Questa specie è stata descritta come Haplochilus annulatus da George Albert Boulenger nel 1915 in località tipo indicata come Maka alla foce del fiume Moa in Sierra Leone. Il binomio consiste nel nome generico che è un collegamento delle parole greche ἐπί (epí) che si riferisce a 'sopra, sopra a' e πλατύς (platýs) che si riferisce a 'piatto, largo'. Il nome specifico annulatus è latino e si riferisce al motivo laterale "ad anello".